# بلایند بایت، ویکتوریا
بلایند بایت (به انگلیسی: Blind Bight) یک شهرک در استرالیا است که در ویکتوریا (استرالیا) واقع شده‌است.